# フルフリルアミン
フルフリルアミン（英: Furfurylamine）は、フランの2位にアミノメチル基が結合した有機窒素化合物である。

## 用途
フルフリルアミンのアミノ基をアシル基などで保護したものに、光照射下に分子状の酸素を反応させ、これをパラジウム又はラネーニッケル等の触媒の存在下水素化し、さらに任意の酸を用いて加水分解することにより5-アミノレブリン酸を工業的に製造できる。

## 安全性
引火点は37℃で、日本の消防法では危険物第4類第2石油類（非水溶性）に区分される。